# Baldaixtik
Baldaixtik (en rus: Балдаштык) és un poble del krai de Krasnoiarsk, a Rússia, que en el cens del 2010 tenia 35 habitants. Pertany al districte de Balakhtà.